# Gyali
Gyali (grego moderno: Γυαλί; "pequeno vidro"), conhecida na Antiguidade Clássica como Istros, também por vezes designada por Giali, Yiali ou Yali (pronunciado [ʝaˈli]), é uma pequena ilha vulcânica do arquipélago do Dodecaneso, com 4,56 km2 de área, localizada a meio caminho entre a costa meridional de Cós e a ilha de Nísiros. A ilha é constituída por colinas formadas por escoadas de lava de riolítica, rica em obsidiana, e por depósitos de pedra pomes. A ilha é uma dependência administrativa de Nísiros.